# 比喻
譬喻，又称比喻或者打比方，是在描写事物或说明道理时，將一件事物或道理指成另一件事物或道理的修辭手法，這兩件事物或道理之中具有一些共同點。
譬喻是一種常用的修辭手法，使抽象或難於理解的事物變得淺顯、具體。

## 构成部分和名称
比喻由三个部分构成，其中有两个相对的事物——「被比喻的事物」和「用以比喻的事物」，英文分别是tenor和vehicle。譬如「我像花」，「我」是tenor，「花」是vehicle。
在中文中，不同的學者使用的术语有所差异。有的將tenor叫作「本体」，vehicle叫「喻体」；有的將tenor叫作「喻體」，vehicle叫「喻依」。
另一个组成部分是用来连接本體和喻依的词语（如“像”、“好像”、“好似”、“如”、“有如”、“如同”、“彷彿”“似乎是…”等词）」叫喻词（或称比喻词），而當中只有明喻和隱喻才有喻詞）。
朱自清另有「喻體、喻依、意旨」三分之說；國立臺灣師範大學教授蔡宗陽則將其中的「意旨」，改稱為「喻旨」。

## 作用與類型
比喻句由三部分構成：本體（被比喻的事物）、喻詞（表達比喻關係的詞語）和喻依（用來比方的事物）。透過這種修辭手法，作者能將複雜的概念轉化為讀者容易掌握的圖像，使語言更具表現力。
比喻句的作用多樣：
- 讓道理變得淺顯易懂，使讀者容易接受。
- 將抽象概念具象化，使讀者能夠想像難以理解的事物。
- 使描述更加生動，令人印象深刻。
- 裝飾文章，增添語言之美。
- 使描繪的對象更加生動形象，突出其特點，渲染氛圍，達到烘托效果。

比喻句的形式主要分為三類：明喻、暗喻、借喻。明喻通常使用「像」、「似」等詞語將本體與喻體聯繫起來，如「他像一隻小貓」；暗喻則直接將本體比作喻依，不使用比喻詞，如「他是我們的太陽」；借喻則更為隱晦，直接用喻依代替本體，如「黑夜裡出現了一輪明鏡」（這裡的「明鏡」可能借指黑夜裡的月亮）。
|      |   | 喻詞            |   |
| ---- | - | --------------- | - |
| 明喻 | O | O               | O |
| 暗喻 | O | O（以繫詞代替） | O |
| 略喻 | O | X               | O |
| 借喻 | X | X               | O |

## 明喻（或稱直喻）
明喻句主要是以本體 、喻詞、喻依三者組成的譬喻，就叫做「明喻」。

### 舉例
- 他 動也不動，彷如 石像。
  - ：他
  - 喻詞：彷如
  - ：石像
- 太阳就像一个大火球，会发亮。
  - ：太陽
  - 喻詞：像
  - ：一個大火球
- 我就如一朵花，向著太阳。
  - ：我
  - 喻詞：就如
  - ：一朵花

## 隱喻 (或稱暗喻）
凡具備本體、喻依，而喻詞由「是」等繫詞來代替者，叫做「暗喻」或「隱喻」。

### 舉例
1.你的眼睛是星星。
- ：你的眼睛
- 喻詞：是
- ：星星

2.用辣宜猛，否則便是昏君庸主。（徐國能第九味）
- ：用辣宜猛
- 喻詞：是
- ：昏君庸主

3.歌吹為風，粉汗為雨。（袁宏道晚遊六橋待月記）
- ：歌；粉汗
- 喻詞：為
- ：風；雨

4.村舍與樹林是這地盤上的棋子。（徐志摩我所知道的康橋）
- ：村舍與樹林
- 喻詞：是
- ：這地盤上的棋子

## 借喻
凡將本體、喻詞省略，只剩下喻依的，叫做「借喻」。
借喻既沒有喻詞，本體亦不出現，直接用喻依來取代喻體。因此借喻必須使用適宜，使讀者能夠透過作者的描述，理解本體是甚麼，否則讀者就很易摸不着頭緒。

### 舉例
1. 天上張著灰色的幔 
- ：灰色的幔
- <：烏雲>

2. 亂石崩雲，驚濤裂浪，捲起千堆雪（蘇軾念奴嬌 赤壁懷古）
- ：千堆雪
- <：浪花>

3. 縱一葦之所如，凌萬頃之茫然（蘇軾前赤壁賦）
- ：一葦
- <：小舟>

4. 松柏後凋於歲寒，雞鳴不已於風雨（《論語·子罕》）
- :松柏、歲寒、雞鳴、風雨
- <本體:君子、亂世>

註:松柏、雞鳴指君子，而歲寒、風雨指亂世

## 略喻
凡將喻詞省略，只有本體、喻依的譬喻，就叫做「略喻」。

### 舉例
1. 浮光躍金，靜影沉璧。（范仲淹岳陽樓記）
- ：浮光、靜影
- 喻詞：如
- ：躍金、沉璧

註：浮光如躍金，靜影如沉璧